# Cristoforo da Milano
Cristoforo da Milano (1410 circa – Taggia, 1484) è stato un presbitero italiano dell'Ordine dei frati predicatori; il suo culto come beato è stato confermato da papa Pio IX nel 1875.

## Biografia
Abbracciò la vita religiosa nell'ordine domenicano: compì il noviziato nel convento milanese di Sant'Eustorgio e, conclusi gli studi teologici e filosofici, attorno al 1438 fu ordinato sacerdote. Entrò nella congregazione domenicana dei riformati e fu predicatore in numerose città di Veneto, Lombardia, Romagna e delle Marche.
Nel 1446 fu nominato rettore del noviziato di Mantova: in quel periodo, raccolse in quattro volumi le sue omelie, in cui appare evidente l'influsso di Vincenzo Ferreri, e scrisse il De servitute Dei compendiando le sue istruzioni ai novizi.
Riprese il suo apostolato della predicazione nel 1451 e fu a Bergamo, Bologna, Firenze, Roma, Gaeta, Napoli e Palermo: verso la fine del 1458 si portò in Francia, poi si spostò in Liguria dove, nel 1460, fondò il convento di Taggia, dove morì e fu sepolto.

## Il culto
Papa Pio IX, con decreto del 3 aprile 1875, ne confermò il culto con il titolo di beato.
Il suo elogio si legge nel martirologio romano al 1º marzo.